# Igreja do Carmo de Olinda
A Igreja de Nossa Senhora do Carmo do Antigo Convento de Santo Antônio do Carmo de Olinda, popularmente conhecida como Igreja do Carmo de Olinda, é um templo católico da cidade de Olinda, em Pernambuco, no Brasil.
É o mais antigo templo da Ordem dos Carmelitas nas Américas.

## História
A Igreja de Nossa Senhora do Carmo do Antigo Convento de Santo Antônio do Carmo de Olinda teve sua construção iniciada por volta de 1580, quando a Ordem dos Carmelitas se instalou em Olinda, na ermida de Santo Antônio e São Gonçalo. Quando a cidade foi destruída pelos holandeses, no ano de 1631, a igreja e o convento sofreram sérios danos. A partir de 1654, com a expulsão dos invasores, os frades voltaram ao convento em ruínas e deram início à reconstrução. Em 1704, começaram as obras internas e foi erguido o cruzeiro em sua frente. A torre do lado sul foi concluída em 1726.
O templo foi fechado em 1820 com a transferência do padre prior para o Recife, o que provocou o abandono do convento. Outro grande golpe veio em meados do século XIX quando as fachadas Leste e Norte do convento ruíram, abrindo espaço para a ação de vândalos e saqueadores. Foi em 1897 que o frei Mariano do Monte Carmelo Gordon fez obras de restauração na capela-mor e mandou camarim com suas arcadas, pilastras e abóbada e nos anos de 1966 e 1968, foram realizados restauros já pelo Iphan (na época, SPHAN), que devolveram à igreja seu traçado primitivo, que segundo José Luiz Mota Menezes mostra a influência maneirista da escola de Vignola, mesclada a elementos barrocos.

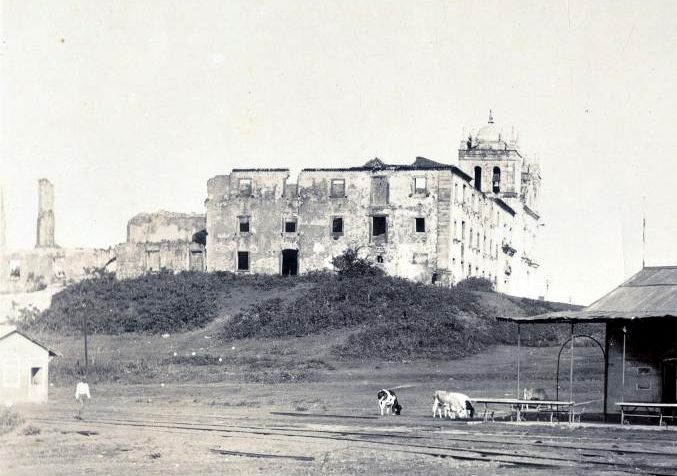
Igreja e ruínas do Convento do Carmo em 1905, dois anos antes de a Prefeitura de Olinda mandar demolir o que restava da quadra conventual.
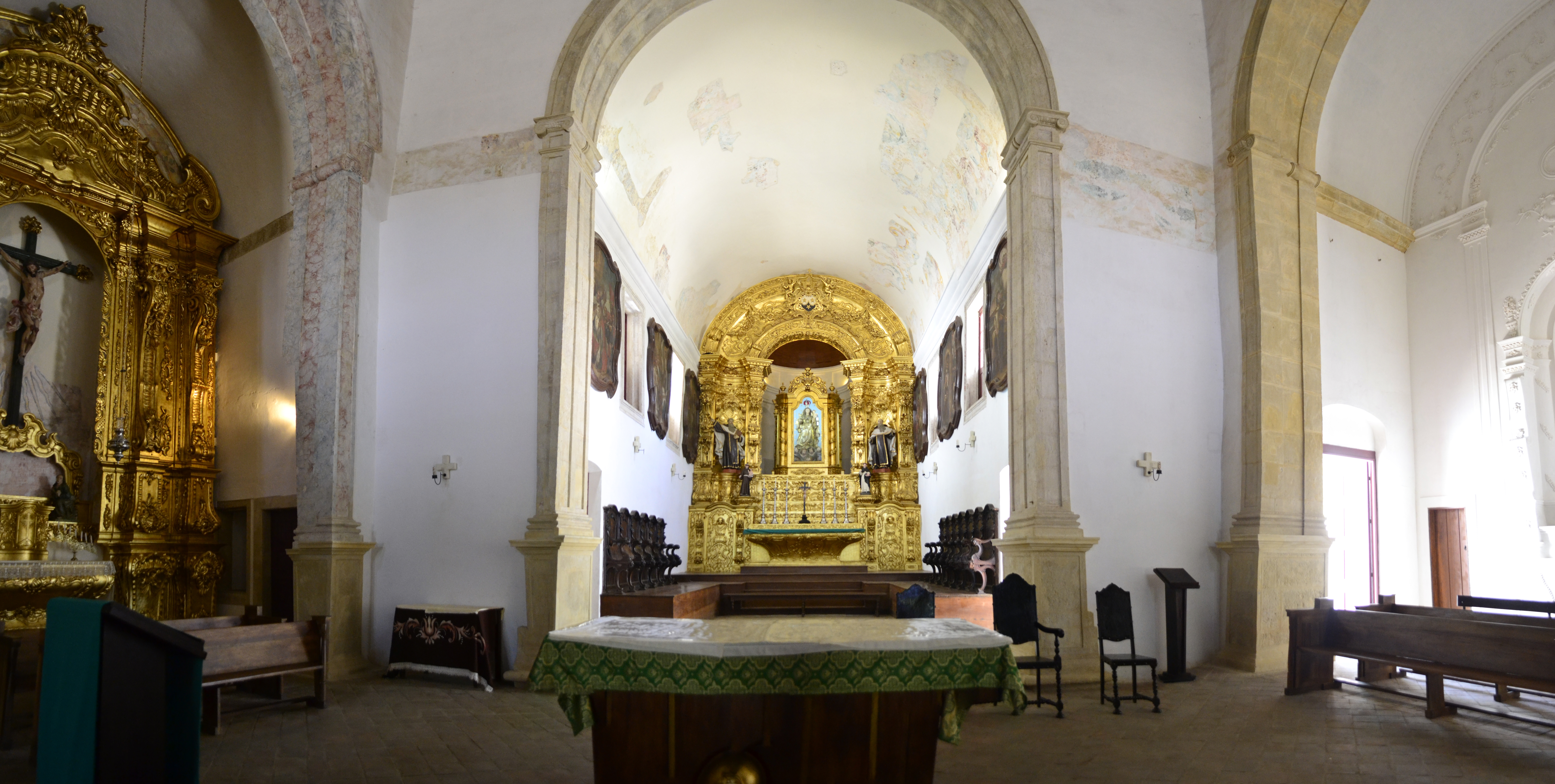
Interior do templo.
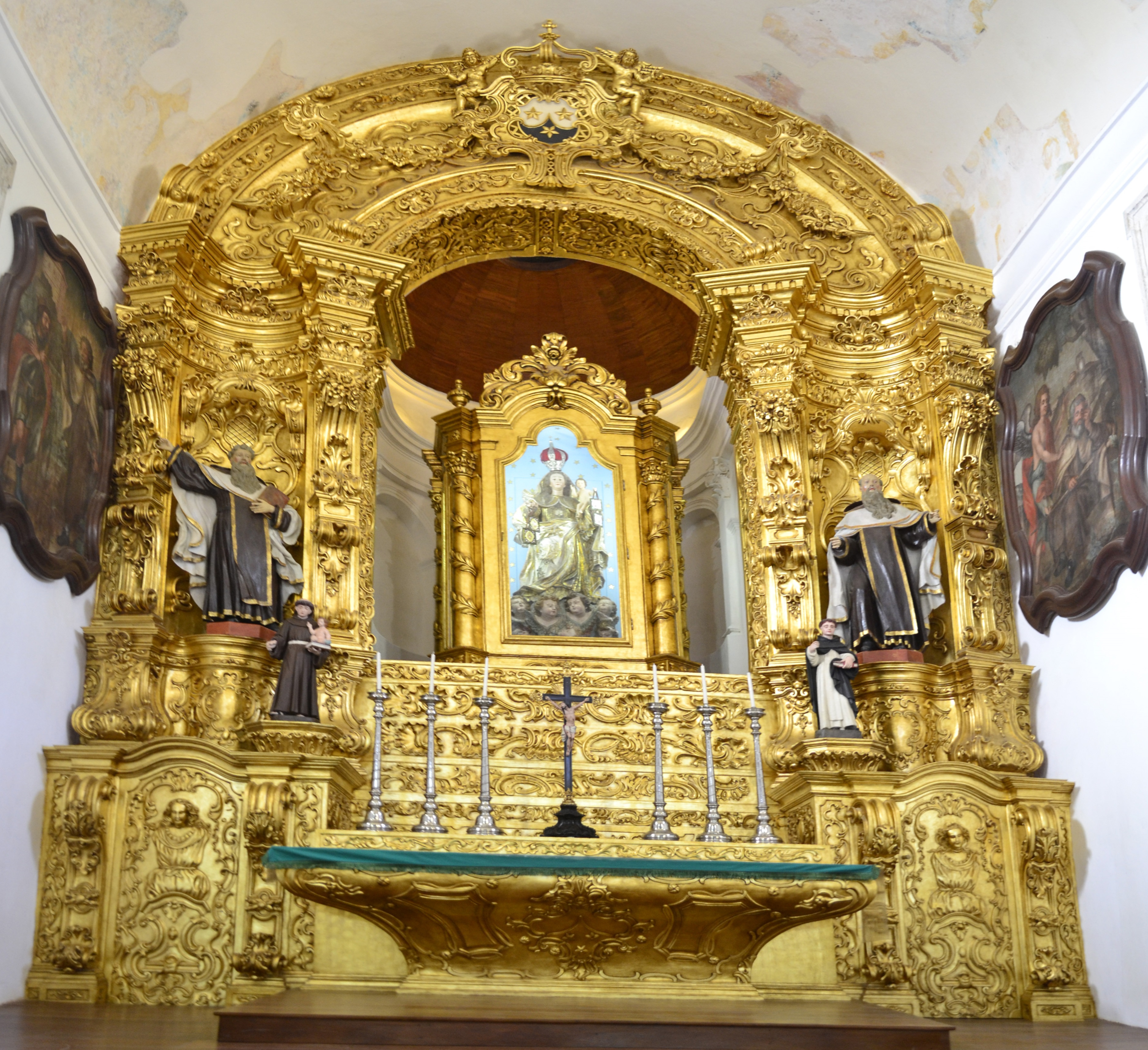
Detalhe do Altar-mor.
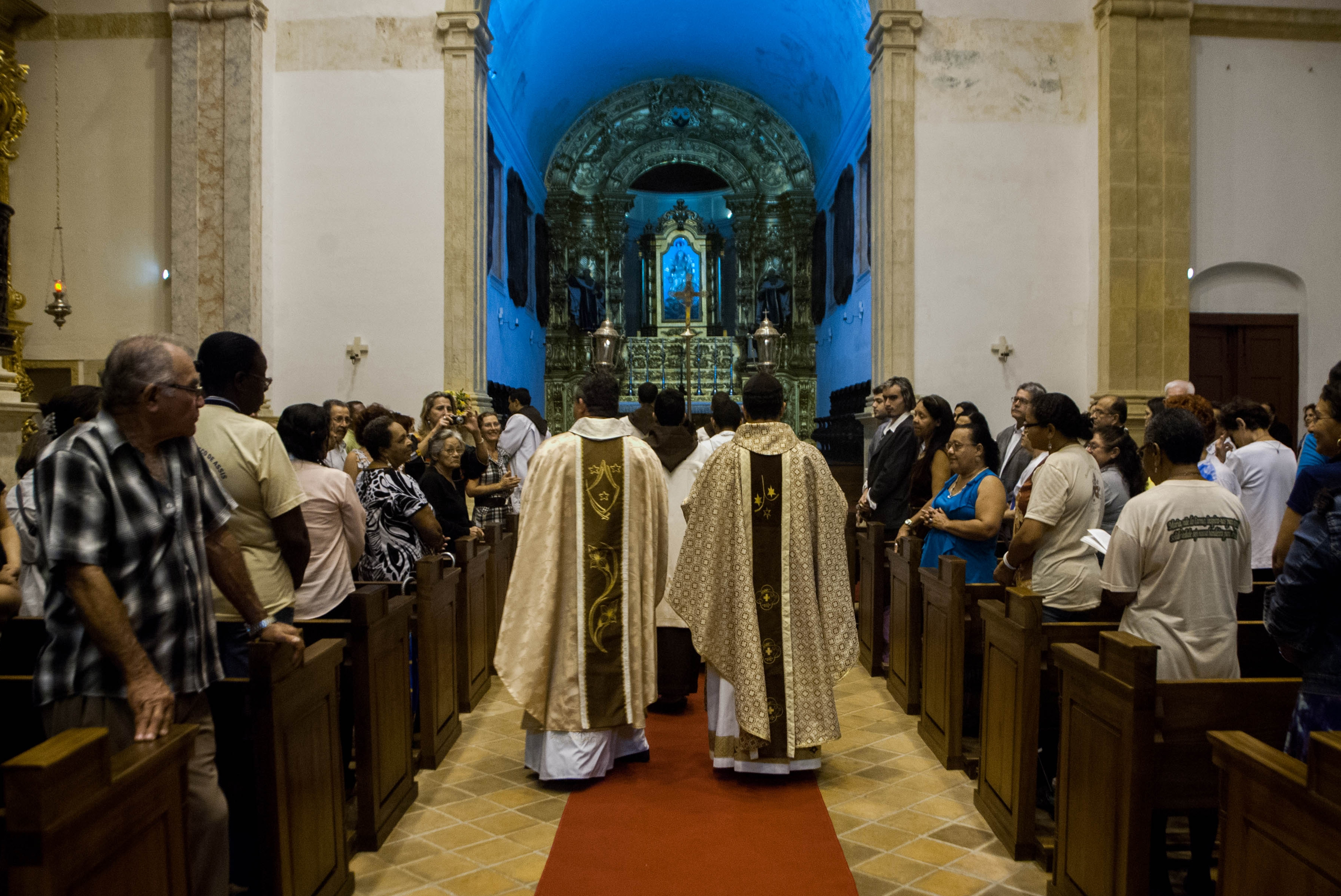
Missa em homenagem a Nossa Senhora do Carmo.